# Correo Oficial de la República Argentina
Correo Oficial de la República Argentina («Официальная почта Республики Аргентина»), также исп. Correo Argentino («Почта Аргентины») — аргентинская государственная почтовая корпорация (ранее ENCoTel; «Национальная почтово-телеграфная организация»), официальный государственный оператор почтовой связи.

## История
История почты Аргентины восходит ко временам испанского вице-королевства Перу. Первым официальным почтальоном был Бруно Рамирес, вступивший в должность 14 сентября в 1771 году, и с тех пор в Аргентине отмечают День почтальона. С обретением государственной независимости в 1816 году в Аргентине стала развиваться самостоятельная почтовая служба.
- Старый главпочтамт в Буэнос-Айресе
- Прежний логотип компании Correo Argentino
- Стоячий почтовый ящик в Буэнос-Айресе

## Услуги и цены
Основными услугами «Почты Аргентины» являются почтовые (и связанные с ними) услуги и услуги розничной торговли, а также международные логистические услуги. Помимо обычной доставки, «Почта Аргентины» предоставляет услуги экспресс-почты и курьерской доставки.

## Штаб-квартира
Центральный офис корпорации располагается в Буэнос-Айресе по адресу:
Av Paseo Colón 746, Ciudad de Buenos Aires, Buenos Aires, Argentina.